# Tadżycy
Tadżycy, Tadżykowie (pers. ‏تاجيک‎, Tâjik; cyrylica: Тоҷик) – naród indoeuropejski pochodzenia irańskiego.

## Pochodzenie etniczne
Tadżykowie, pokrewni, a często nawet utożsamiani z Persami, są potomkami aryjskich plemion wędrownych, które osiadły w Azji Środkowej około 2000 r. p.n.e.

## Regiony zamieszkania
Zamieszkuje on regiony Azji Środkowej, a głównie Tadżykistanu, gdzie stanowi 80% całej populacji, oraz północnego Afganistanu, stanowiąc około 37% tamtejszej populacji. Ogromne społeczności tadżyckie mieszkają w sąsiednim Uzbekistanie. Oficjalnie 5% jego liczebności deklaruje narodowość tadżycką, jednak uważa się, że Tadżyków w Uzbekistanie jest o wiele więcej – różne źródła szacują ich liczbę na od 4 do nawet 11 milionów osób, stanowiących nawet 15–45% całej ludności państwa. Jest to spowodowane tym, iż w czasach Związku Radzieckiego Tadżycy przebywający wówczas na terenie Uzbeckiej SRR dostali do wyboru – albo zostać zarejestrowanym jako Uzbecy i tam zostać, albo pozostać przy narodowości tadżyckiej i w konsekwencji zostać przymusowo wywiezionym do górzystej, słabo rozwiniętej Tadżyckiej SRR. Wielu z nich zdecydowało się zmienić swoją narodowość w zamian za lepsze warunki życia. Z tego powodu bardzo trudno jest określić rzeczywistą ich liczbę w Uzbekistanie. 
Tadżycy mieszkający w Pakistanie, gdzie stanowią mniej niż 0,5%, są potomkami uchodźców – afgańskich Tadżyków, którzy uciekli z Afganistanu w latach 80. XX wieku, z powodu radzieckiej interwencji. Nieliczna społeczność tadżycka istnieje też w Chinach – we wschodniej części regionu Sinciang – i są tam jedną z 56 oficjalnie notowanych mniejszości narodowych (zobacz: Tadżycy w Chinach). 
Około pół miliona Tadżyków zamieszkuje też niektóre obwody dzisiejszej Rosji. Większość z nich wyemigrowała tam ze swojego kraju w czasach ZSRR.

## Pochodzenie nazwy
Nazwa „Tadżycy” pochodzi od słowa Tājik o ałtajskim pochodzeniu, i pierwotnie oznaczała ona nie-Turek; zazwyczaj była ona używana w odniesieniu do Persów lub Irańczyków. W czasie istnienia sułtanatu seldżuckiego, w którym Persowie byli rządzeni przez Turków Seldżuckich, słowo Tājik odnosiło się do perskojęzycznych ludów środkowej Azji. W źródłach pisanych pojawia się ona po raz pierwszy w XI-wiecznych ujgurskich kronikach.

## Język
Naród tadżycki posługuje się językiem perskim, jednak zapisywanym najpierw (od 1928) narzuconym przez Sowietów w ramach polityki korienizacji alfabetem łacińskim, kilka lat później – w wyniku rusyfikacji – zmienionym na cyrylicę. Z powodu tej różnicy pisma język używany przez Tadżyków bywa często nazywany językiem tadżyckim. Wśród językoznawców toczy się dyskusja nad tym, czy język tadżycki jest dialektem języka perskiego, czy należy traktować go jako osobny język.

## Wierzenia
Tadżycy są narodem muzułmańskim – większość z nich jest sunnitami, lecz istnieją też nieliczne mniejszości szyickie (imamickie i isma'ilickie). Od dawna na terenach Tadżykistanu – głównie w Duszanbe – mieszkali także Żydzi, ale w XX wieku większość z nich wyemigrowała do Izraela bądź do Stanów Zjednoczonych, głównie z powodu tamtejszej ich dyskryminacji (jedyna synagoga w kraju, synagoga w Duszanbe, została zburzona w 2006 roku na zlecenie władz, jednak w 2009 otwarto nową).

## Tradycyjne zajęcia
Tradycyjnymi źródłami utrzymania Tadżyków były rolnictwo i ogrodnictwo, a w mniejszym stopniu – hodowla zwierząt i rzemiosło. Współcześnie są oni zatrudnieni w innych gałęziach gospodarki, głównie w przemyśle.